# Aminofenazon
Aminofenazon, amidopiryna – organiczny związek chemiczny, niesteroidowy lek przeciwzapalny z grupy pochodnych pirazolonów o budowie chemicznej zbliżonej do metamizolu, wprowadzony do lecznictwa w 1896. Po raz pierwszy zsyntetyzowany przez Friedricha Stolza w 1893. Ostatnia polska monografia surowca farmaceutycznego znajduje się w Farmakopei Polskiej IV.

## Właściwości
Biały, bezwonny proszek o nieco gorzkim, lecz słabym smaku. Działa przeciwbólowo, przeciwgorączkowo (silniej od soli sodowej metamizolu), słabo przeciwzapalnie, przeciwreumatycznie, przeciwwysiękowo i bardzo słabo uspokajająco. Rozszerza naczynia krwionośne mózgu.

## Działania niepożądane
Silnie toksyczny, uszkadza wątrobę, nerki oraz szpik kostny, wywołując leukopenię i agranulocytozę.

## Dawkowanie
Podawany doustnie w dawce 300–500 mg 2 lub 3 razy dziennie. Najwyższa dawka dobowa wynosi 1500 mg.

## Preparaty

### Polska
Spośród wielu preparatów zawierających aminofenazon dostępnych dawniej w Polsce ostatnio dostępnymi były:
- Pyramidonum subst. do receptury aptecznej – 200 g oraz tabl. 0,1 g ; 0,3 g i czopki 0,1 g
- Pabialgin subst. do receptury aptecznej – 100 g ; 500 g oraz tabl. 0,25 g, czopki 0,25 g, 0,5 g oraz ampułki z roztworem do wstrzyknięć 0,5 g/2 ml
- Veramid subst. do receptury aptecznej 20 g oraz tabl. 0,4 g (preparat stanowił połączenie aminofenazonu z weronalem, czyli kwasem dietylobarbiturowym).

Produkcja produktów leczniczych Pyramidonum tabl., czopki; Pabialgin tabl., czopki oraz amp.; Veramid tabl. oraz surowców farmaceutycznych do receptury aptecznej Pabialginum subst., Pyramidonum subst. oraz Veramid subst. została zakończona, a wytwórcy poinformowali, że nie będzie kontynuowana.

### Świat
- Aminophenazonum subst. do receptury aptecznej – A.C.E.F. Sp.a. – Włochy
- Demalgon tabl. (0,27 g aminofenazonu + 0,18 g karbromalu) – Extractum Pharma Rt. – Węgry
- Dolor tabl. (0,15 g aminofenazonu + 0,15 g fenacetyny + 0,01 g dioniny) – Extractum Pharma Rt. – Węgry